# Папа Павле VI
Папа Павле VI (лат. Paulus PP. VI; итал. Paolo VI, право име Ђовани Батиста Енрико Антонио Марија Монтини итал. Giovanni Battista Enrico Antonio Maria Montini; Концесио, 26. септембар 1897 — Кастел Гандолфо, 6. август 1978), је владао као папа Римокатоличке цркве од 21. јуна 1963. до своје смрти 6. августа 1978. године. Наследивши Јована XXIII, наставио је Други ватикански сабор, који је затворио 1965. године, спроводећи његове бројне реформе, и подстичући побољшане екуменске односе са источним православним и протестантским црквама, што је резултирало многим историјским састанцима и споразумима.
Монтини је служио у Државном секретаријату Свете столице од 1922. до 1954. Док је био у Државном секретаријату Монтини и Доменико Тардини сматрани најближим и најутицајнијим саветницима папе Пија XII. Године 1954, Пије је Монтинија именовао надбискупом Милана, највеће италијанске бискупије. Монтини је касније постао секретар Италијанске бискупске конференције. Јован XXIII га је уздигао у Колеџ кардинала 1958. године, а након смрти Јована XXIII, Монтини се сматрао једним од његових највероватнијих наследника. По избору за папинство, Монтини је узео име Павле VI.
Он је поново сазвао Други ватикански сабор, који се аутоматски затворио смрћу Јована  XXIII. Након што је савет завршио свој рад, Павле VI је преузео одговорност за тумачење и спровођење његових мандата, често прелазећи танку линију између опречних очекивања различитих група унутар католичанства. Величина и дубина реформи које су утицале на сва поља црквеног живота током његовог понтификата премашиле су сличне реформске програме његових претходника и наследника. Павле VI је више пута говорио на маријанским конвенцијама и мариолошким састанцима, посетио маријанске светиње и издао три маријанске енциклике. Следећи Амброзија Миланског, именовао је Марију за Мајку Цркве током Другог ватиканског сабора. Павле VI је описивао себе као понизног слугу страдалног човечанства и захтевао је значајне промене од богатих у Северној Америци и Европи у корист сиромашних у Трећем свету. Његови ставови о контроли рађања, чувено проглашени у енциклици Humanae vitae 1968, често су оспоравани, посебно у западној Европи и Северној Америци. Иста опозиција појавила се као реакција на политичке аспекте његовог учења.

## Биографија
Наследио је папу Јована XXIII, који је успоставио Други ватикански сабор, и одлучио је да га настави. Неговао је побољшане екуменске односе са православним и протестантским црквама, што је довело до многих историјских састанака и споразума. Као поборник реформске струје у католичкој цркви укинуо је 1966. Индекс забрањених књига, реорганизовао ватиканску курију, залагао се за мирољубива решења међународних спорова и нормализовање односа с комунистичким земљама.

### Ранији живот
Ђиовани Батиста родио се 26. септембра 1897. као друго дете у породици месних племића. Његов отац Ђеорђ Монтини и мајка Ђиудита, рођена Алгиси, имали су још два сина Лудовика и Франциска. Ђиовани је као дечак био срамежљив и врло осетљивог здравља. Његова несигурност и хиперсензибилност пратиће га кроз цели живот и никада их неје у потпуности успео да сакрије пред људима. Али то га није спречило да постане папа. Основно образовање завршио је у исусовачкој школи у Брескији. Након редовног школовања с деветнаест година одлази у семениште, а за свећеника је заређен у Брескији 29. маја 1920. Он наставља студије теологије и права у Риму, на Папинском универзитету Грегоријана и Папинској академији за образовање дипломата (Accademia dei Nobili Ecclesiastici). 
Године 1923. папа Папа Пије  шаље га у службу при нунцијатури у Варшави, али због здравствених разлога брзо напушта ту дужност. Након тога ради у Државном секретаријату  за време кардинала Гаспарија, а од 1931. предаје на Академији историју дипломатије. Од 1937. постаје блиски сарадник државног секретара кардинала Југенија Пакелија. Када је кардинал Пакели 1939. изабран за папу Пије , Монтини наставља уску сарадњу са њим. Године 1954. папа Пије XII именује га миланским надбискупом, а четири године касније папа Јован  именује га и кардиналом. У октобру 1962. с радом започиње Други ватикански сабор. Иако папа Јован XXIII није имао конкретан програм за рад Сабора (Концила), папа је желио, како је рекао, да у цркви спроведе „aggiornamento”, тј. посадашњење. У ту концепцијску збрку ред је унео кардинал Монтини који је на једанаест страница писаних руком предложио јасну линију, садржајно и организацијски, те добио потпору већине бискупа, чиме је била осигурана будућност Концила.

### Избор за папу
Осам месеци касније умро је папа Јован XXIII. Од самог почетка Монтини је „papabile”, најизгледнији кандидат. На конклавама је учествовало 80 кардинала, што је тада представљало највећи број изборника у историји цркве. У петом кругу гласања 21. јуна 1963. Ђиовани Батиста Монтини изабран је за 262. наследника апостола Петра. Узео је име Павле по узору на апостола Павла.